# Миненко, Маргарита Владимировна
Маргарита Владимировна Миненко (род. 13 ноября 1967) — российская футболистка, защитница и полузащитница.

## Биография
В 1992 году выступала в высшей лиге России за клуб «Интеррос» (Москва), в его составе стала победительницей первого чемпионата и обладательницей первого Кубка России. В 1994 году играла за другой московский клуб — «Чертаново-СКИФ», команда финишировала четвёртой в чемпионате и стала полуфиналистом Кубка России. Затем спортсменка несколько лет играла за клуб «Волжанка» (Чебоксары), из-за финансовых проблем клуб дважды (1996 и 2002) занимал места в нижней части таблицы и покидал высшую лигу.
После окончания игровой карьеры работала детским тренером по мини-футболу в Новосибирске, в спортивных школах «Заря», «Триумф» и «Сибиряк».